# Baktalórántháza

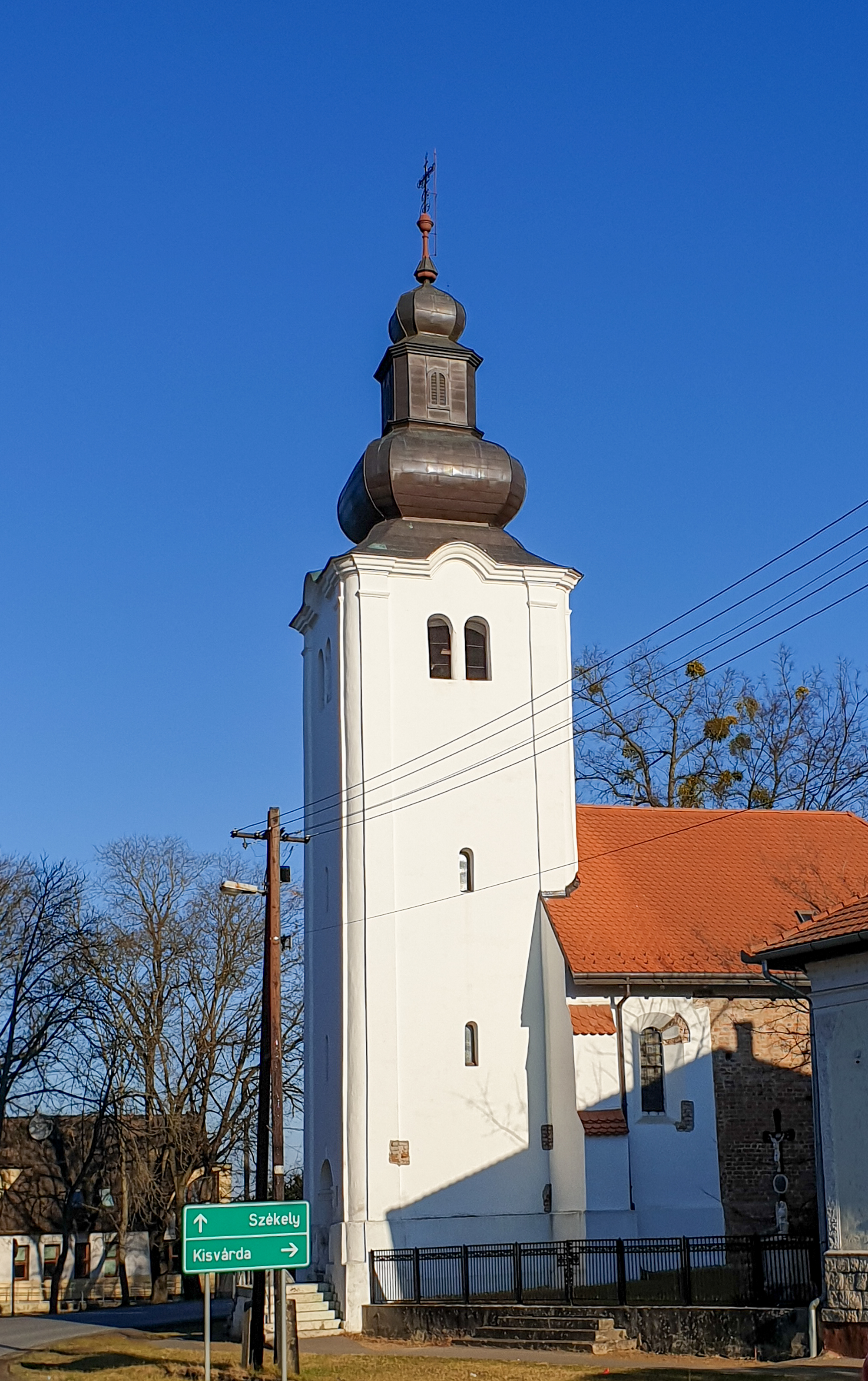
A katolikus templom

Baktalórántháza város Szabolcs-Szatmár-Bereg vármegyében, a Baktalórántházai járás székhelye.

## Fekvése
A Nyírség középső részén, a megyeszékhely Nyíregyházától keletre fekszik, Besenyődtől 6,5, Vajától 8, Apagytól 11, Székelytől 15, Vásárosnaménytól pedig 18 kilométerre.
A közvetlen szomszédos települések: észak felől Nyírjákó, északkelet felől Rohod, kelet felől Vaja, délkelet felől Kántorjánosi, dél felől Ófehértó, délnyugat felől Besenyőd, nyugat felől Levelek, északnyugat felől pedig Nyírkércs.

### Megközelítése
Legfontosabb közúti megközelítési útvonala a Nyíregyházától Vásárosnaményon át az ukrán határig vivő 41-es főút, amely keresztülhalad a központján, és könnyen elérhetővé teszi az ország távolabbi részei felől is.
A környező települések közül Nyírbátorral a 493-as főút, Székellyel a 4104-es, Nyírjákóval és Anarccsal a 4105-ös út köti össze, Flóratanya nevű különálló, délkeleti fekvésű városrészére pedig a 49 153-as számú mellékút vezet.
A hazai vasútvonalak közül a várost a Nyíregyháza–Vásárosnamény-vasútvonal érinti, melynek egy megállási pontja van itt, Baktalórántháza vasútállomás, a település belterületének déli szélén, a flóratanyai országút vasúti keresztezése közelében. Közvetlen közúti elérését az abból kiágazó 49 325-ös mellékút teszi lehetővé.

## Története
Baktalórántháza környéke az itt talált leletek tanúsága szerint ősidők óta lakott hely lehetett.
Mai nevét 1932-ben, Nyírbakta és Lórántháza egyesítése után kapta. 
A legrégebbről fennmaradt okirat, amelyben Nyírbakta neve szerepel, V. István 1282-ben kelt adománylevele, amelyben a király Bogdai Illés comesnek adományozta a szomszédos Kiskércs nevű birtokot.
1310-ben a Balog-Semjén nemzetségbeli Ubul unokája, Mihály fia István adományozott birtoka volt. A 16. század végén a Báthori-családé lett. 1630-ban a Barkóczy és Szentiványi családok szerezték meg, majd 1638-ban Barkóczy László felesége, Péchy Anna, akinek már állt a kastélya is. Rajta keresztül egy ideig a Péchy család is birtokosa lett, de Bethlen István és Péter is szereztek itt részt.
A 17. század végén a Barkóczy-részt Barkóczy Krisztina kezével Károlyi Sándor kapta meg, majd Károlyi Sándor leánya hozományaként a 18. század végén Haller Gábor.
A Haller családbeliektől a Bárczay családra szállt, s Bárczay Annával a 19. század elején Bökönyi Bekk Pálra, majd  Bökönyi Bekk Pál fiúsított lánya, Paulina kezével gróf Dégenfeld Imrére, s az övék maradt egészen 1945-ig.
Lórántháza nevét fennmaradt írásos források a 16. században említik először.
A település az 1600-as évek elején Bethlen családbeliek, majd a Rákócziak birtoka.
A falu tulajdonosa a Rákóczi-szabadságharc bukása utáni időktől a Károlyi család, majd a 19. század első évtizedeitől 1945-ig a Degenfeld család.
Nyírbakta a 19. század közepén a Nyírbaktai járás székhelye volt. Neve az egyesítést követően Baktalórántházára változott, a járást viszont csak az 1950-es járásrendezés során nevezték át.
1912-ben megépült a Kisvárda–Baktalórántháza-vasútvonal, de 1973. december 31-én megszűnt rajta a forgalom.
Baktalórántháza 1993-ban kapta meg a városi rangot.

## Közélete

### Polgármesterei
- 1990–1994: Vida Károly (független)[4]
- 1994–1998: Vida Károly (Baktalórántházáért Választási Szövetség[=BVSZ])[5]
- 1998–2002: Vida Károly (BVSZ)[6]
- 2002–2006: Tóth Pál (független)[7]
- 2006–2010: Nagy Lajos (BVSZ)[8]
- 2010–2014: Nagy Lajos (BVSZ)[9]
- 2014–2019: Nagy Lajos (BVSZ)[10]
- 2019–2024: Nagy Lajos (BVSZ)[11]
- 2024– : Nagy Lajos (BVSZ)[1]

## Népesség
A település népességének változása:
| Lakosok száma | 4037 | 3989 | 3918 | 3903 | 3420 | 3526 | 3554 |
|               | 2013 | 2014 | 2018 | 2021 | 2022 | 2023 | 2024 |

2001-ben a város lakosságának 93%-a magyar, 7%-a cigány nemzetiségűnek vallotta magát.
A 2011-es népszámlálás során a lakosok 92,2%-a magyarnak, 24% cigánynak, 0,6% ukránnak mondta magát (7,7% nem nyilatkozott; a kettős identitások miatt a végösszeg nagyobb lehet 100%-nál). A vallási megoszlás a következő volt: református 33,5%, római katolikus 26,3%, görögkatolikus 13,6%, evangélikus 0,2%, felekezeten kívüli 6,1% (19,3% nem válaszolt).
2022-ben a lakosság 92,3%-a vallotta magát magyarnak, 16,3% cigánynak, 0,3% ukránnak, 0,2% románnak, 0,1-0,1% örménynek, ruszinnak és szerbnek, 1,5% egyéb, nem hazai nemzetiségűnek (7,6% nem nyilatkozott; a kettős identitások miatt a végösszeg nagyobb lehet 100%-nál). Vallásuk szerint 32,8% volt református, 22,3% római katolikus, 13,8% görög katolikus, 0,9% egyéb keresztény, 0,3% ortodox keresztény, 0,2% evangélikus, 4,2% felekezeten kívüli (25,4% nem válaszolt).

## Nevezetességei
- Római katolikus temploma a 12. század második felében épült. A templom tornyát a 18. században emelték. Falfestményei országos hírűek.
- Református temploma barokk stílusban épült 1730 körül. Tornyát és nyugati bővítését 1844-ben építették klasszicista stílusban. A templomban 1840 körül készült, klasszicista stílusú szószék és kegyúri padok vannak és 1800 körüli időből való empire stílusú papi szék van.
- Görögkatolikus templomát 1842-ben építették késő copf stílusban.
- A Dégenfeld-kastély műemlékjellegű épület. Parkjában értékes faritkaságok vannak (páfrányfenyő, kocsányos tölgy, amerikai mocsártölgy, tulipánfa, vasfa, magaskőris, szomorú magaskőris, mézgás éger stb.).

- A település mellett van a Baktalórántházi Erdő Természetvédelmi Terület.

## Híres emberek
- Nyírbaktán született Nagy Samu, 1905-ig Grosz Salamon (1866 – 1945) erdélyi magyar gyógyszerész, gyógyszerészeti szakíró, lapszerkesztő.
- Nyírbaktán született 1871. május 7-én gr. nagykárolyi Károlyi Gyula politikus, miniszterelnök.
- Nyírbaktán született 1925-ben Szontagh Pál erdőmérnök.
- Baktalórántházán született 1946-ban Tóth Károly újságíró, televíziós szerkesztő, riporter, tudósító.